# Mongi Abid
Pour les articles homonymes, voir Abid.
Mongi Abid (arabe : المنجي عبيد), né le 12 septembre 1950 à Sfax et décédé le 10 décembre 2006 à Sfax, est un enseignant tunisien spécialisé en biologie. Professeur d'enseignement secondaire en sciences de la vie et de la Terre, il rédige de nombreux ouvrages scolaires et parascolaires en usage dans son pays et a été le précurseur de la formation en ligne scolaire en Tunisie.

## Biographie
Mongi Abid étudie au sein de l'école primaire Elfaleh (route de Menzel Chaker à Sfax) de 1955 à 1961 puis au lycée 15-Novembre 1955 (El Aïn) de 1961 à 1967. Il fait l'ensemble de ses études universitaires à la faculté des sciences de Tunis, de 1967 à 1971, où il collabore à différentes recherches scientifiques.
Il commence sa carrière d'enseignant au lycée mixte de M'saken, de 1971 à 1974, avant d'être transféré au lycée Mhamed-Maarouf de Sousse, de 1974 à 1977, puis au lycée 15-Novembre 1955 où il avait étudié, de 1977 à 1985.
Grâce à ses compétences, il est embauché comme conseiller pédagogique à la direction régionale de l'enseignement à Sfax, de 1981 à 1985, puis, bénéficiant d'une mutation, comme inspecteur de l'enseignement secondaire à la direction régionale de l'enseignement à Sfax, de 1985 à 1993. À cette date, il est promu au grade d'inspecteur principal des SVT pour la région de Sfax et du Sud. En 2006, il est nommé par décret présidentiel comme inspecteur général des SVT, responsable unique de la matière en Tunisie.
Dans le cadre de ses dernières fonctions, il fait entrer les nouvelles technologies dans le cursus scolaire des SVT à l'école primaire, et contribue à la réalisation des examens nationaux entre 2001 et 2006.

## Intérêts
Abid éprouve de l'intérêt pour le développement de ses compétences en pédagogie et didactique des sciences de la vie et de la Terre. Dès son jeune âge, il suit des formations et effectue des stages de recherche, notamment à Grenoble, Nantes, Nabeul, ainsi qu'en Algérie. Il contribue également à certaines conférences pédagogiques évoquant la didactique et l'enseignement des sciences de la vie et de la Terre, notamment celles de l'Unesco.

## Ouvrages scolaires
En raison de ses fonctions au sein du ministère tunisien de l'Éducation, entre 2002 et 2006, il contribue à la création du programme officiel scolaire des sciences de la vie et de la Terre et aux développement de livres scolaires, de fiches techniques et pédagogiques et de supports multimédia de la discipline pour tous les niveaux,. Bien que ce programme officiel scolaire conçu par Mongi Abid réussit à englober toutes les notions qui doivent être enseignées avant l'âge de 19 ans, telles que la paléontologie, l'hérédité, et les maladies transmises sexuellement comme le SIDA, il est critiqué pour son attachement aux méthodes françaises de pédagogie, qui se caractérisent par l'excès d'utilisation des méthodes empiriques au détriment des méthodes heuristiques pour la mise en évidence des faits, et pour le manque d'intérêt pour l'éducation sexuelle malgré les efforts effectués dans ce contexte.
Outre ses travaux sur les livres scolaires, il co-écrit aussi des livres parascolaires en sciences de la vie et de la Terre dans lesquels il explique les chapitres du programme officiel et donne des exercices pour la consolidation des nouvelles connaissances acquises. Ces œuvres font partie des collections Coccinelle et Sciences de la vie et de la Terre de la maison d'édition Med Ali Hammi de Sfax :
- Sciences de la vie et de la Terre, 7e année secondaire  (ISBN 978-9973-33-185-4) ;
- Sciences de la vie et de la Terre, 8e année secondaire  (ISBN 978-9973-33-190-8) ;
- Sciences de la vie et de la Terre, 9e année secondaire  (ISBN 978-9973-33-213-4) ;
- Sciences de la vie et de la Terre, 1re année secondaire  (ISBN 9973-33-125-7)[10] ;
- Sciences de la vie et de la Terre, 2e année sciences  (ISBN 9973-33-123-0) ;
- Coccinelle, 1re année secondaire  (ISBN 978-9973-33-125-0) ;
- Coccinelle, 2e année sciences  (ISBN 978-9973-33-123-6).

## Hommage
Après sa mort, la salle plénière de la délégation régionale de l'éducation de Sfax 1 est rebaptisée « salle Mongi-Abid » à sa mémoire,.